# Набережночелнинский государственный театр кукол
Набережночелнинский государственный театр кукол (тат. Яр Чаллы дәүләт курчак театры) — первый профессиональный театр города. Был создан в 1987 году. С 1999 года и по сегодняшний день театр возглавляет Заслуженный работник культуры Республики Татарстан Зухра Фаатовна Митрофанова.
30 декабря 1987 г. в Елабужском детском доме состоялась премьера спектакля «Кот, Петух и Лиса», которым открывался первый театральный сезон в жизни коллектива. В следующем году у театра появилось собственное здание — часть бывшей типовой школы № 30. После ремонта это здание стало домом театра и является им до сих пор. 15 декабря 1988 г. состоялась первая премьера в новом помещении — мюзикл «Чудо-Юдо».
В 1994 году в театре кукол был поставлен первый спектакль на татарском языке — «Батырлар илендэ» («В стране смельчаков») по пьесе А. Файзи.
В 1999 году театр перешёл под ведомство Министерства культуры Республики Татарстан. 
Всего за 22 года в театре поставлено 77 спектаклей на русском и татарском языках, в их числе и 4 спектакля для взрослых. В год показывается около 360 спектаклей, на которые приходят более 45 000 зрителей. На сцене Набережночелнинского театра кукол ставили спектакли такие режиссёры, как И. Зиннуров, Р. Виндерман, М. Хусид, Е. Гиммельфарб, Л. Савчук, С. Иванников, С. Балыков, В. Домбровский и др. Ежегодно в репертуаре театра появляются в среднем 4-5 новых оригинальных постановок. Театр кукол готовит новогодние представления, а также тематическую программу ко дню рождения Габдуллы Тукая. Стало традицией проведение в театре «Папиного дня», «Бабушкиной субботы» и благотворительных спектаклей в Международный день театра.
Набережночелнинский театр кукол побывал на гастролях во многих городах России, Татарстана, Украины и Казахстана. Активная фестивальная деятельность позволила театру заявить о себе и за пределами России. В копилке театра такие известные фестивали, как «Чир-Чайаан» (г. Абакан), «Серебряный осетр» (г. Волгоград), «Петрушка Великий» (г. Екатеринбург), «Белгородская забава», «Оренбургский арбузник», «Московские каникулы» и др.
В 2008 году театр стал организатором Межрегионального фестиваля театров кукол «Рабочая лошадка».